# Californication (serial)
Californication este un serial american de comedie și dramă, cu David Duchovny și Natascha McElhone în rolurile principale. Serialul a fost emis între 13 august 2007 și 9 iunie 2014. Acesta prezintă viața romancierului Hank Moody (David Duchovny), mutat din New York în Los Angeles împreună cu fiica sa Becca (Madeleine Martin) și cu fosta sa parteneră Karen (Natascha McElhone), blocajul său scriitoricesc și complicațiile care urmează alcoolismului și abuzului de droguri.
Celelalte personaje principale ale serialului sunt agentul Charlie Runkle (Evan Handler), prieten apropiat al lui Hank, și soția acestuia,  Marcy (Pamela Adlon). Cele mai frecvente teme abordate sunt sexualitatea, consumul de droguri și muzica rock and roll.

## Personaje

### Personaje principale
| Henry James "Hank" Moody | David Duchovny      | Principal | Principal | Principal | Principal | Principal | Principal | Principal     |               |               |               |               |               |               |
| Karen Van Der Beek       | Natascha McElhone   | Principal | Principal | Principal | Principal | Principal | Principal | Principal     |               |               |               |               |               |               |
| Rebecca "Becca" Moody    | Madeleine Martin    | Principal | Principal | Principal | Principal | Principal | Principal | Special Guest | Special Guest | Special Guest | Special Guest | Special Guest | Special Guest | Special Guest |
| Charlie Runkle           | Evan Handler        | Principal | Principal | Principal | Principal | Principal | Principal | Principal     |               |               |               |               |               |               |
| Mia Lewis                | Madeline Zima       | Principal | Principal | Episodic  | Secundar  |           |           |               |               |               |               |               |               |               |
| Marcy Runkle             | Pamela Adlon        | Secundar  | Principal | Principal | Principal | Principal | Principal | Principal     |               |               |               |               |               |               |
| Lew Ashby                | Callum Keith Rennie |           | Principal |           |           | Secundar  | Secundar  |               |               |               |               |               |               |               |